# 12 Picks
12 Picks är ett greatest hits-album av Ace Frehley, utgivet den 8 april 1997.
Låtarna 7-12 är inspelade på Hammersmith Odeon i London 1988.

## Låtlista
1. "Into the Night" (Russ Ballard) – 4:12
2. "Words Are Not Enough" (Ace Frehley, Jimmy Keneally) – 3:25
3. "Insane" (Frehley, Gene Moore) – 3:46
4. "Hide Your Heart" (Desmond Child, Holly Knight, Paul Stanley) – 4:34
5. "Trouble Walkin'" (Phil Brown, Bill Wray) – 3:08
6. "Rock Soldiers" (Frehley, Chip Taylor) – 5:04
7. "Rip It Out" (live) (Frehley, Larry Kelly, Sue Kelly) – 3:40
8. "Breakout" (live) (Eric Carr, Frehley, Richie Scarlet) – 3:30
9. "Cold Gin" (live) (Frehley) – 6:48
10. "Shock Me" (live) (Frehley) – 9:44
11. "Rocket Ride" (live) (Sean Delaney, Frehley) – 4:54
12. "Deuce" (live) (Gene Simmons) – 4:47